# 2022–2023-as norvég labdarúgókupa
A 2022–2023-as norvég labdarúgókupa volt a norvég labdarúgókupa 116. szezonja. A sorozat 2022. május 4-én kezdődött és 2023. május 20-án ért véget. A döntőt az osloi Ullevaal Stadionban rendezték meg. A címvédő a Molde volt. A trófeát a Brann csapata szerezte meg, a kupa történetében hetedik alkalommal.

## Első kör
| 2022. május 4. 18:00 CEST |

| Halsen (4) | 1–4 | Sandefjord (1)                                      |
| ---------- | --- | --------------------------------------------------- |
| Istre 23'  |     | Chaib 8' Loftesnes-Bjune 27' Jansen 70' Gussiås 74' |

| Bergeskogen Kunstgress, Larvik Nézőszám: 450 Játékvezető: Anders Bodding |

| 2022. május 4. 18:30 CEST |

| Edisvold (5) | 0–7 | Lillestrøm (1)                                                    |
| ------------ | --- | ----------------------------------------------------------------- |
|              |     | Adams 22' Holst 31' Ranger 46' Friðjónsson 51' 66' 68' Mathew 67' |

| Eidsvoll Stadion, Eidsvoll község Nézőszám: 1 300 Játékvezető: Eivind Bodding |

| 2022. május 11. 17:45 CEST |

| Surnadal (5) | 1–4 | Kristiansund (1)                   |
| ------------ | --- | ---------------------------------- |
| Løfaldli 51' |     | Rakneberg 14' Alm 56' 86' Mawa 62' |

| Syltøran Stadion, Surnadal Játékvezető: Bendik Haarberg |

| 2022. május 18. 17:00 CEST |

| Junkeren (4)                         | 2–2 (h. u.) | Mjølner (4)                |
| ------------------------------------ | ----------- | -------------------------- |
| Unhjem 78' (11-esből) Kapskarmo 110' |             | Nicolaisen 13' Foudil 100' |
| Büntetőpárbaj                        |             |                            |
| Unhjem Chooly Marquez Kristiansen    | 4–1         | Foudil                     |

| Nordlandshallen, Bodø Nézőszám: 116 Játékvezető: Michael Wikestad Pedersen |

| 2022. május 18. 18:00 CEST |

| Råde (5) | 0–1 (h. u.) | Fredrikstad (2)      |
| -------- | ----------- | -------------------- |
|          |             | Alba 103' (11-esből) |

| Råde Kunstgress, Råde Nézőszám: 1 052 Játékvezető: Sebastian Mikalsen |

| 2022. május 18. 18:00 CEST |

| Ullern (3)                           | 3–0 | Asker (3) |
| ------------------------------------ | --- | --------- |
| Ademaj 45' Aslaksrud 72' Evensen 89' |     |           |

| Ullern Kunstgress, Oslo Játékvezető: Haakon Arve Pedersen Bue |

| 2022. május 18. 18:00 CEST |

| Bærum (3)  | 1–2 (h. u.) | Kvik Halden (3) |
| ---------- | ----------- | --------------- |
| Strand 61' |             | Ness 82' 115'   |

| Sandvika Stadion, Bærum község Nézőszám: 97 Játékvezető: Marius Bye |

| 2022. május 18. 18:00 CEST |

| Skjetten (4) | 0–3 | Ullensaker/Kisa (3)                           |
| ------------ | --- | --------------------------------------------- |
|              |     | Sundgot 21' Sørløkk 90' (11-esből) Opsahl 90' |

| Skjetten Stadion, Lillestrøm Játékvezető: Hakan Catalgøl |

| 2022. május 18. 18:00 CEST |

| Brumunddal (4)        | 2–0 (h. u.) | Strømmen (3) |
| --------------------- | ----------- | ------------ |
| Finstad 94' Osmo 114' |             |              |

| SH-banen Kunstgress, Ringsaker Játékvezető: Herman Bostad |

| 2022. május 18. 18:00 CEST |

| Pors (4)                        | 2–3 | Arendal (3)                    |
| ------------------------------- | --- | ------------------------------ |
| Larsen 55' (11-esből) Shala 86' |     | Eriksen 11' Skeie 38' Race 76' |

| Pors Stadion, Porsgrunn Nézőszám: 250 Játékvezető: Håvard Bjerkelund |

| 2022. május 18. 18:00 CEST |

| Os (4)                                                                 | 6–5 (h. u.) | Åsane (2)                                                |
| ---------------------------------------------------------------------- | ----------- | -------------------------------------------------------- |
| Dyngeland 12' Fosen 33' 83' (11-esből) 102' Sperrevik 73' Havsgård 90' |             | Ueland 18' Doghman 32' Dyrstad 52' Hagos 65' Ekeberg 85' |

| Kuventræ Kunstgress, Bjørnafjorden község Játékvezető: Sondre Brudvik |

| 2022. május 18. 18:00 CEST |

| Bremnes (4)   | 2–5 | Øygarden (3)                   |
| ------------- | --- | ------------------------------ |
| Nesse 11' 28' |     | Bildøy 4' Dang 32' 55' 58' 80' |

| Sentralidrettsanlegget, Bømlo Játékvezető: Freek Arjen van Herk |

| 2022. május 18. 18:00 CEST |

| Voss (5) | 0–7 | Brann (2)                                                    |
| -------- | --- | ------------------------------------------------------------ |
|          |     | Finne 3' 36' 56' Blomberg 50' Trengereid 63' 78' Haaland 66' |

| Prestegardsmoen Gras, Voss Játékvezető: Steinar Hauge |

| 2022. május 18. 18:00 CEST |

| Træff (3)                                     | 4–4 (h. u.) | Vard Haugesund (3)                               |
| --------------------------------------------- | ----------- | ------------------------------------------------ |
| Kjørsvik 1' Bolsø 47' Woldsund 51' Janbu 118' |             | Olsen 8' Miljeteig 22' Nordtveit 68' Bonilla 99' |
| Büntetőpárbaj                                 |             |                                                  |
| Beinset Kristengård                           | 2–4         | Olsen Agano Granat Apeland                       |

| Reknesbanen, Molde Nézőszám: 200 Játékvezető: Daniel Refsnes |

| 2022. május 18. 18:00 CEST |

| Herd (5) | 0–2 | Molde (1)              |
| -------- | --- | ---------------------- |
|          |     | Fofana 16' Ødegård 68' |

| AMFI Moa Stadion, Ålesund Nézőszám: 300 Játékvezető: Even Myrheim |

| 2022. május 18. 18:00 CEST |

| Trygg/Lade (4) | 1–2 | Levanger (3)            |
| -------------- | --- | ----------------------- |
| Bruseth 77'    |     | Bojadzic 54' Ulstad 60' |

| OBOS Kunstgressbane, Trondheim Játékvezető: Mats Thorsø Hansen |

| 2022. május 18. 18:00 CEST |

| Orkla (4)                  | 3–6 | Stjørdals-Blink (2)                                      |
| -------------------------- | --- | -------------------------------------------------------- |
| Johansen 47' Lynum 79' 86' |     | Stokke 23' 36' Lillebo 30' Rønning 33' 45' Pettersen 90' |

| Orkla Sparebank Stadion, Orkland Nézőszám: 218 Játékvezető: Henrikke Holm Nervik |

| 2022. május 18. 18:00 CEST |

| Finnsnes (5)                    | 2–4 | Tromsdalen (3)                 |
| ------------------------------- | --- | ------------------------------ |
| Empa 39' Arnesen 70' (11-esből) |     | Swaleh 50' 72' 80' Egerton 90' |

| Finnsnes Kunstgress, Senja község Játékvezető: Øyvind Jøstensen |

| 2022. május 18. 18:00 CEST |

| Bossekop (4) | 0–2 | Alta (3)        |
| ------------ | --- | --------------- |
|              |     | Abelsen 18' 55' |

| COOP Arena Kunstgress, Alta Nézőszám: 278 Játékvezető: Magnus Henriksen Tjelle |

| 2022. május 18. 18:30 CEST |

| Nordstrand (4) | 0–1 | Frigg Oslo (3) |
| -------------- | --- | -------------- |
|                |     | Ferrer 8'      |

| Nordstrand Kunstgress, Oslo Játékvezető: Chris Nicklas Braseth |

| 2022. május 18. 19:00 CEST |

| Lokomotiv Oslo (4) | 1–2 | Eidsvold Turn (3)     |
| ------------------ | --- | --------------------- |
| Storeskar 77'      |     | Teksum 37' Nesset 90' |

| Norges Idrettshøgskole, Oslo Játékvezető: Morten Andersen-Gott |

| 2022. május 18. 19:00 CEST |

| Harstad (4)               | 2–1 | Senja (4)            |
| ------------------------- | --- | -------------------- |
| Aronsen 7' Andreassen 59' |     | Uteng 78' (11-esből) |

| Harstad Stadion, Harstad Nézőszám: 150 Játékvezető: Ole Ragnar Jansen Knutsen |

| 2022. május 18. 19:30 CEST |

| Gjøvik-Lyn (3)                     | 1–1 (h. u.) | Raufoss (2)                  |
| ---------------------------------- | ----------- | ---------------------------- |
| Bjørnerud 81'                      |             | Bydal 90'                    |
| Büntetőpárbaj                      |             |                              |
| Ravndal Nelson Østerud Olsen Lekaj | 4–2         | Bydal Lauvli Frøysa Andersen |

| Gjøvik Stadion, Gjøvik Nézőszám: 930 Játékvezető: Mohammad Hafezi |

| 2022. május 19. 18:00 CEST |

| Sprint-Jeløy (4) | 2–3 | Moss (3)                |
| ---------------- | --- | ----------------------- |
| Reinback 25' 49' |     | Braga 57' 72' Potur 81' |

| Bellevue Kunstgress, Moss Játékvezető: Abdulhadi Al-Fahad |

| 2022. május 19. 18:00 CEST |

| Oppsal (4) | 0–4 | Skeid (2)                                |
| ---------- | --- | ---------------------------------------- |
|            |     | Tjøstheim 28' 31' Andersen 70' Gyedu 77' |

| Trasop Kunstgress, Oslo Nézőszám: 250 Játékvezető: Emilie Rodahl Torkelsen |

| 2022. május 19. 18:00 CEST |

| Gamle Oslo (5) | 0–3 | KFUM Oslo (2)                |
| -------------- | --- | ---------------------------- |
|                |     | Stavrum 9' 13' Svindland 76' |

| Bjølsen Kunstgress, Oslo Játékvezető: Satha Sejoohn Sritharan |

| 2022. május 19. 18:00 CEST |

| Lyn (4)              | 2–3 | Stabæk (2)                   |
| -------------------- | --- | ---------------------------- |
| Nilsen 21' Olsen 89' |     | Pedersen 12' 90' Ottesen 34' |

| Bislett Stadion, Oslo Nézőszám: 1 438 Játékvezető: Jørgen Haugen |

| 2022. május 19. 18:00 CEST |

| Follo (4)                                     | 0–0 (h. u.) | Grorud (2)                                    |
| --------------------------------------------- | ----------- | --------------------------------------------- |
|                                               |             |                                               |
| Büntetőpárbaj                                 |             |                                               |
| Elshaug Dalseth Gonella Ruud Reinfjord Østbye | 3–4         | Pedersen Osestad Aarflot Kristensen Ness Elmi |

| Ski Stadion, Nordre Follo Játékvezető: Herman Holthe |

| 2022. május 19. 18:00 CEST |

| Gjelleråsen (4)                           | 3–4 | Kjelsås (3)                             |
| ----------------------------------------- | --- | --------------------------------------- |
| Ahmad 85' Bright-Taylor 88' Hjelkerud 90' |     | Gripsgård 14' 65' Hanstad 23' Vinge 89' |

| Li Kunstgress, Nittedal Játékvezető: Arion Shaqiri |

| 2022. május 19. 18:00 CEST |

| Lørenskog (4) | 1–2 (h. u.) | Kongsvinger (2)    |
| ------------- | ----------- | ------------------ |
| Fajfric 100'  |             | Bringaker 97' 103' |

| Rolvsrud Kunstgress, Lørenskog község Nézőszám: 138 Játékvezető: Sander Magdalon Bråten Johannessen |

| 2022. május 19. 18:00 CEST |

| Elverum (4)               | 2–1 | Ottestad (5) |
| ------------------------- | --- | ------------ |
| Johansen 4' Magomadov 47' |     | Deglum 36'   |

| Elverum Stadion, Elverum Nézőszám: 150 Játékvezető: Christoffer Dalby Bergstuen |

| 2022. május 19. 18:00 CEST |

| Furnes (5) | 0–7 | HamKam (1)                                                         |
| ---------- | --- | ------------------------------------------------------------------ |
|            |     | Enkerud 4' 15' Faraas 8' 63' Daškevičs 47' Nouri 72' Jakovenko 78' |

| Gaalaasbana, Ringsaker Nézőszám: 1 307 Játékvezető: Johan William Grundt |

| 2022. május 19. 18:00 CEST |

| Kolbu/KK (5) | 1–5 | Vålerenga (1)                                             |
| ------------ | --- | --------------------------------------------------------- |
| Sønsteby 62' |     | Dønnum 3' (11-esből) Udahl 22' Jatta 51' 60' Ismaheel 84' |

| Kolbu Idrettsplass, Østre Toten Nézőszám: 1 750 Játékvezető: Ali al Hatam |

| 2022. május 19. 18:00 CEST |

| Hønefoss (4) | 0–4 | Strømsgodset (1)                           |
| ------------ | --- | ------------------------------------------ |
|              |     | Krasniqi 54' 74' Friday 66' Gunnarsson 72' |

| Aka Arena, Ringerike Nézőszám: 847 Játékvezető: Stian Røvig Sletner |

| 2022. május 19. 18:00 CEST |

| Åskollen (5)            | 2–6 | Mjøndalen (2)                                             |
| ----------------------- | --- | --------------------------------------------------------- |
| Brovina 25' Raaholt 66' |     | Ovenstad 23' 45' 62' Bekteshi 51' Eriksen 64' Bamenye 73' |

| Glassverket Kunstgress, Drammen Játékvezető: André Bjørgen Birkeland |

| 2022. május 19. 18:00 CEST |

| Åssiden (5) | 1–2 | Notodden (3)             |
| ----------- | --- | ------------------------ |
| Cetin 20'   |     | Frithzell 32' Hansen 68' |

| Åssiden Stadion, Drammen Játékvezető: Ole Jonny Aasane Ulleberg |

| 2022. május 19. 18:00 CEST |

| Flint (5)               | 2–1 (h. u.) | Eik Tønsberg (4) |
| ----------------------- | ----------- | ---------------- |
| Trevor 32' Krysian 119' |             | Roberg 87'       |

| Flint ESSO Arena, Tønsberg Játékvezető: Jonas Johnsen |

| 2022. május 19. 18:00 CEST |

| Fram Larvik (4)                                   | 0–0 (h. u.) | Ørn Horten (3)                                           |
| ------------------------------------------------- | ----------- | -------------------------------------------------------- |
|                                                   |             |                                                          |
| Büntetőpárbaj                                     |             |                                                          |
| Ahmed Pedersen Jatta Sowe Barhe Mosquera Einarson | 7–6         | Rogulj Kadriu Knutsen Fofana Nilsen Hamde Nordal Hargott |

| Framparken, Larvik Nézőszám: 470 Játékvezető: Rune Nilsen |

| 2022. május 19. 18:00 CEST |

| Hei (5)     | 1–6 | Odd (1)                                                    |
| ----------- | --- | ---------------------------------------------------------- |
| Garstad 38' |     | Bjørtuft 8' 68' Jørgensen 9' 75' Kastrati 39' Stensrud 69' |

| Mortens Plass Kunstgress, Porsgrunn Játékvezető: Herman Leiulfsrud Aass |

| 2022. május 19. 18:00 CEST |

| Vindbjart (4) | 0–6 | Flekkerøy (3)                                    |
| ------------- | --- | ------------------------------------------------ |
|               |     | Hella 26' Pedersen 45' 65' 66' Hama 60' Blom 81' |

| Sparebanken Sør-banen, Vennesla Nézőszám: 527 Játékvezető: Zyad Tarik Qashua |

| 2022. május 19. 18:00 CEST |

| Randesund (4) | 0–6 | Start (2)                                                   |
| ------------- | --- | ----------------------------------------------------------- |
|               |     | Sanyang 28' 64' 90' Tveita 37' Grundetjern 40' Creswell 86' |

| Sukkevann Kunstgress, Kristiansand Játékvezető: Javi Jean-Marc Conny Leo Mertens |

| 2022. május 19. 18:00 CEST |

| Sola (4) | 1–3 | Egersund (3)                 |
| -------- | --- | ---------------------------- |
| Åsbø 74' |     | Larsen 51' 63' Michalsen 68' |

| Sola Stadion, Sola Játékvezető: Amir Ajjour |

| 2022. május 19. 18:00 CEST |

| Vidar (4)                      | 4–0 | Staal Jørpeland (3) |
| ------------------------------ | --- | ------------------- |
| Hæstad 10' 27' 41' Haughom 34' |     |                     |

| Alustar Arena, Stavanger Játékvezető: Karoline Marie Jensen |

| 2022. május 19. 18:00 CEST |

| Djerv 1919 (4) | 1–3 | Haugesund (1)                                       |
| -------------- | --- | --------------------------------------------------- |
| Andersen 55'   |     | Therkildsen 18' (11-esből) Solheim 37' Zafeiris 46' |

| Djervbanen, Haugesund Játékvezető: Jan Morten Tennøy |

| 2022. május 19. 18:00 CEST |

| Brodd (4) | 0–2 | Bryne (2)                |
| --------- | --- | ------------------------ |
|           |     | Langeland 35' Voilås 75' |

| NSE-banen Midjord, Stavanger Játékvezető: Aleksander Skjold Vermundsen |

| 2022. május 19. 18:00 CEST |

| Vardeneset (5) | 1–4 | Sandnes Ulf (2)                       |
| -------------- | --- | ------------------------------------- |
| Olsen 86'      |     | Stølås 20' 36' Høiland 66' Effiom 70' |

| Vardeneset Kunstgress, Stavanger Játékvezető: Mischa Huru Kellerhals |

| 2022. május 19. 18:00 CEST |

| Rosseland (5) | 1–6 | Viking (1)                                                                |
| ------------- | --- | ------------------------------------------------------------------------- |
| Hovland 56'   |     | Traoré 2' 81' Kabran 4' Sebulonsen 14' Austbø 48' Sandberg 51' (11-esből) |

| Rosseland Kunstgress, Time község Játékvezető: Ola Kellerhals |

| 2022. május 19. 18:00 CEST |

| Bjarg (4)              | 2–1 | Fyllingsdalen (4) |
| ---------------------- | --- | ----------------- |
| Vindenes 7' Tornes 64' |     | Mykkeltvedt 17'   |

| Stavollen Kunstgress, Bergen Játékvezető: Markus Lille |

| 2022. május 19. 18:00 CEST |

| Frøya (4)               | 2–2 (h. u.) | Fana (4)                                       |
| ----------------------- | ----------- | ---------------------------------------------- |
| Berge 65' Næss 67'      |             | Martinsen 71' Stakset 90'                      |
| Büntetőpárbaj           |             |                                                |
| Trætteberg Helland Næss | 3–5         | Høynes Martinsen Ingebrigtsen Brekkhus Sørevik |

| Frøya Idrettspark, Bergen Nézőszám: 104 Játékvezető: Mattias Gripsgård Sakstad |

| 2022. május 19. 18:00 CEST |

| Gneist (5)  | 1–3 | Sotra (3)                      |
| ----------- | --- | ------------------------------ |
| Sæverås 55' |     | Herrem 60' Kilen 87' Mvuka 90' |

| Liland Kunstgress, Bergen Nézőszám: 100 Játékvezető: Sivert Øksnes Amland |

| 2022. május 19. 18:00 CEST |

| Florø (4) | 0–5 | Sogndal (2)                                                      |
| --------- | --- | ---------------------------------------------------------------- |
|           |     | K. Hoven 7' (11-esből) Nord 43' Grønner 53' Hoven 67' Kryger 69' |

| Florø Stadion, Kinn Nézőszám: 310 Játékvezető: Jakob Sande Søgnen |

| 2022. május 19. 18:00 CEST |

| Fjøra (5) | 0–3 | Aalesund (1)            |
| --------- | --- | ----------------------- |
|           |     | Määttä 13' Diaw 53' 55' |

| Fosshaugane Campus, Sogndal Nézőszám: 350 Játékvezető: Torgeir Halsen |

| 2022. május 19. 18:00 CEST |

| Førde (4)              | 1–5 | Hødd (3)                                                          |
| ---------------------- | --- | ----------------------------------------------------------------- |
| Sagevik 48' (11-esből) |     | Sivertsen 4' 12' Nilsen 31' Hjelmeseth 36' (11-esből) Scriven 86' |

| Førde Stadion, Sunnfjord község Játékvezető: Sivert Endestad Orheim |

| 2022. május 19. 18:00 CEST |

| Spjelkavik (4) | 0–4 | Brattvåg (3)                            |
| -------------- | --- | --------------------------------------- |
|                |     | Sveinsson 6' 46' Skulstad 23' Beite 33' |

| Spjelkavik Stadion, Ålesund Nézőszám: 250 Játékvezető: Even Myrheim |

| 2022. május 19. 18:00 CEST |

| Dahle (5) | 1–8 | Ranheim (2)                                                                               |
| --------- | --- | ----------------------------------------------------------------------------------------- |
| Dahle 86' |     | Høiseth 7' 56' Marklund 21' Erlien 30' Mehnert 53' 64' (11-esből) 75' (11-esből) Alte 89' |

| Dahle Kunstgresspark, Kristiansund Játékvezető: Bendik Haarberg |

| 2022. május 19. 18:00 CEST |

| Byåsen (4)   | 1–0 | Kolstad (4) |
| ------------ | --- | ----------- |
| Johansen 79' |     |             |

| Byåsen Arena, Trondheim Nézőszám: 131 Játékvezető: Veronika Fjeldvær |

| 2022. május 19. 18:00 CEST |

| Tiller (4) | 0–2 | Nardo (4)                 |
| ---------- | --- | ------------------------- |
|            |     | Kjørstad 36' Nestaker 60' |

| TOBB Arena Sør, Trondheim Játékvezető: Per Oscar Grov Heiberg |

| 2022. május 19. 18:00 CEST |

| Melhus (4) | 1–3 | Strindheim (4)                 |
| ---------- | --- | ------------------------------ |
| Øien 32'   |     | Lund 6' Østeraas 37' Skaue 52' |

| ÆESTOLT-banen, Melhus Játékvezető: Ivan Djuric |

| 2022. május 19. 18:00 CEST |

| Verdal (5) | 0–6 | Rosenborg (1)                                            |
| ---------- | --- | -------------------------------------------------------- |
|            |     | Reitan 3' Pereira 36' Hoff 42' Broholm 46' 68' Holse 48' |

| Coop Arena, Verdal község Nézőszám: 1 800 Játékvezető: Eskil Nils Johan Svedberg |

| 2022. május 19. 18:00 CEST |

| Rana (4) | 0–4 | Bodø/Glimt (1)                         |
| -------- | --- | -------------------------------------- |
|          |     | Boniface 14' 79' Saltnes 29' Mvuka 73' |

| Sagbakken KGB, Rana község Nézőszám: 1 600 Játékvezető: Martin Berg |

| 2022. május 19. 18:00 CEST |

| Ishavsbyen (5) | 0–8 | Tromsø (1)                                                    |
| -------------- | --- | ------------------------------------------------------------- |
|                |     | Tuominen 8' 14' 26' Kamanzi 12' Norheim 33' 40' 74' Jones 71' |

| TUIL Arena, Tromsø Játékvezető: Kristian Kristiansen |

| 2022. május 19. 18:30 CEST |

| Express (4) | 0–7 | Jerv (1)                                                            |
| ----------- | --- | ------------------------------------------------------------------- |
|             |     | Diallo 17' 46' Ugland 31' Sandberg 45' 51' Schröter 55' Furtado 84' |

| Fevik Stadion, Grimstad Nézőszám: 906 Játékvezető: Jørgen Haga |

| 2022. május 19. 18:30 CEST |

| Fløya (4)   | 1–2 | Skjervøy (4)                |
| ----------- | --- | --------------------------- |
| Marblow 13' |     | Skallebø 18' Severinsen 73' |

| Fløya Arena, Tromsø Játékvezető: Eirik Wisted-Thu |

| 2022. május 19. 18:45 CEST |

| Østsiden (5) | 0–7 | Sarpsborg 08 (1)                                               |
| ------------ | --- | -------------------------------------------------------------- |
|              |     | Heintz 35' Maigaard 45' Skålevik 48' Opseth 58' Camara 70' 76' |

| Østsiden Idrettsplass, Fredrikstad Játékvezető: Ole-Alexander Ekeli Valen |

## Második kör
| 2022. június 14. 19:00 |

| Eidsvold Turn (3)                    | 3–2 | Kongsvinger (2)               |
| ------------------------------------ | --- | ----------------------------- |
| Nesset 29' Notoane 90' Jenssen 90+4' |     | Andersen 53' Marthinussen 57' |

| Myhrer Stadion, Eidsvoll község Nézőszám: 348 Játékvezető: Harald Sletner |

| 2022. június 15. 19:00 |

| Frigg Oslo (3) | 0–1 | Skeid (2)    |
| -------------- | --- | ------------ |
|                |     | Melchior 50' |

| Tørteberg Kunstgress, Oslo Játékvezető: Herman Holthe |

| 2022. június 21. 18:00 |

| Vidar (4)     | 1–3 | Bryne (2)                              |
| ------------- | --- | -------------------------------------- |
| Jørgensen 90' |     | Grønli 58' 82' (11-esből) Voilås 90+4' |

| Alustar Arena, Stavanger Nézőszám: 300 Játékvezető: Aleksander Vermundsen |

| 2022. június 22. 18:00 |

| Moss (3) | 1–0 | Sarpsborg 08 (1) |
| -------- | --- | ---------------- |
| Ali 55'  |     |                  |

| Melløs Stadion, Moss Nézőszám: 1 176 Játékvezető: Magnus Koløy |

| 2022. június 22. 18:00 |

| Elverum (4) | 1–3 | HamKam (1)                          |
| ----------- | --- | ----------------------------------- |
| Lynum 23'   |     | Kongsro 35' Eriksen 54' Enkerud 83' |

| Elverum Stadion, Elverum Nézőszám: 1 114 Játékvezető: Tom Harald Hagen |

| 2022. június 22. 18:00 |

| Kjelsås (3)              | 1–0 | Mjøndalen (2) |
| ------------------------ | --- | ------------- |
| Brotangen 71' (11-esből) |     |               |

| Grefsen Stadion, Oslo Nézőszám: 486 Játékvezető: Stian Sletner |

| 2022. június 22. 18:00 |

| Flint (5) | 1–5 | Sandefjord (1)                                    |
| --------- | --- | ------------------------------------------------- |
| Njie 71'  |     | Egeli 9' Vega 12' Nyenetue 20' Ayer 73' Ofkir 76' |

| Flint ESSO Arena, Tønsberg Nézőszám: 1 012 Játékvezető: Ole-Alexander Valen |

| 2022. június 22. 18:00 |

| Fram (4)        | 1–2 (h. u.) | Jerv (1)                           |
| --------------- | ----------- | ---------------------------------- |
| Mosquera 120+1' |             | Furtado 95' (11-esből) Ugland 113' |

| Framparken, Larvik Nézőszám: 910 Játékvezető: Mohammad Hafezi |

| 2022. június 22. 18:00 |

| Notodden (3)  | 1–3 (h. u.) | Stabæk (2)                               |
| ------------- | ----------- | ---------------------------------------- |
| Frithzell 65' |             | Næss 34' Orban 91' Hansen 94' (11-esből) |

| Idrettsparken, Notodden Nézőszám: 207 Játékvezető: Marius Lien |

| 2022. június 22. 18:00 |

| Arendal (3)           | 2–3 | Start (2)             |
| --------------------- | --- | --------------------- |
| Eriksen 47' Skeie 76' |     | Cresswell 45' 50' 86' |

| Norac Stadion, Arendal Nézőszám: 1 231 Játékvezető: Ola Kellerhals |

| 2022. június 22. 18:00 |

| Flekkerøy (3)      | 2–3 (h. u.) | Odd (1)                                  |
| ------------------ | ----------- | ---------------------------------------- |
| Hella 66' Hove 84' |             | Ruud 10' (11-esből) Owusu 52' Hagen 115' |

| Cemo Arena, Flekkerøy Nézőszám: 612 Játékvezető: Jørgen Haga |

| 2022. június 22. 18:00 |

| Vard Haugesund (3) | 1–2 | Viking (1)               |
| ------------------ | --- | ------------------------ |
| Barane 66'         |     | de Lanlay 9' Vevatne 85' |

| Haugesund Stadion, Haugesund Nézőszám: 615 Játékvezető: Mischa Kellerhals |

| 2022. június 22. 18:00 |

| Sotra (3) | — | Øygarden (3) |
| --------- | - | ------------ |
|           |   |              |

| Øygarden |

A Sotra csapata mérkőzés nélkül továbbjutott.
| 2022. június 22. 18:00 |

| Os (4)      | 1–6 | Brann (2)                                      |
| ----------- | --- | ---------------------------------------------- |
| Ekeland 73' |     | Finne 18' 29' 57' 87' Mikkelsen 34' Hilton 90' |

| Kuventræ Stadion, Bjørnafjorden Nézőszám: 2 300 Játékvezető: Jan Morten Tennøy |

| 2022. június 22. 18:00 |

| Fana (4) | 0–1 | Haugesund (1)   |
| -------- | --- | --------------- |
|          |     | Therkildsen 23' |

| Nesttun Kunstgress, Bergen Nézőszám: 499 Játékvezető: Steinar Hauge |

| 2022. június 22. 18:00 |

| Brattvåg (3)     | 2–4 | Molde (1)                                             |
| ---------------- | --- | ----------------------------------------------------- |
| Risa 7' Flem 37' |     | Løvik 12' Grødem 44' (11-esből) Haugan 83' Fofana 86' |

| Brattvåg Kunstgress, Ålesund Nézőszám: 733 Játékvezető: Mathias Kringstad |

| 2022. június 22. 18:00 |

| Hødd (3) | 0–3 | Aalesund (1)                          |
| -------- | --- | ------------------------------------- |
|          |     | Čanađija 15' Haugen 29' Solnørdal 60' |

| Høddvoll, Ulsteinvik Nézőszám: 1 316 Játékvezető: Torgeir Halsen |

| 2022. június 22. 18:00 |

| Byåsen (4)                                 | 3–3 (h. u.) | Stjørdals-Blink (2)               |
| ------------------------------------------ | ----------- | --------------------------------- |
| Romsdalen 41' Langørgen 90+1' Bordal 90+2' |             | Kosberg 12' Fiske 16' Rolstad 52' |
| Büntetőpárbaj                              |             |                                   |
|                                            | 4–2         |                                   |

| Byåsen Arena, Trondheim Nézőszám: 182 Játékvezető: Bendik Haarberg |

| 2022. június 22. 18:00 |

| Strindheim (4) | 1–3 | Kristiansund (1)                     |
| -------------- | --- | ------------------------------------ |
| Strand 23'     |     | Muçolli 28' Willumsson 52' Askar 77' |

| Ruta Arena, Trondheim Játékvezető: Robert Eggen |

| 2022. június 22. 18:00 |

| Levanger (3) | 1–2 (h. u.) | Rosenborg (1)          |
| ------------ | ----------- | ---------------------- |
| Hagbø 20'    |             | Sæter 77' Fiabema 107' |

| TOBB Arena, Levanger Nézőszám: 2 500 Játékvezető: Mathias Støfringshaug |

| 2022. június 22. 18:00 |

| Junkeren (4) | 1–2 | Lillestrøm (1)              |
| ------------ | --- | --------------------------- |
| Chooly 16'   |     | Friðjónsson 23' Helland 45' |

| Nordlandshallen, Bodø Nézőszám: 658 Játékvezető: Martin Berg |

| 2022. június 22. 18:00 |

| Harstad (4) | 0–5 | Bodø/Glimt (1)                             |
| ----------- | --- | ------------------------------------------ |
|             |     | Hagen 16' 45' Koomson 25' Amundsen 42' 62' |

| Harstad Stadion, Harstad Játékvezető: Kristian Kristiansen |

| 2022. június 22. 18:00 |

| Skjervøy (4)  | 1–4 | Tromsø (1)                    |
| ------------- | --- | ----------------------------- |
| Kaspersen 12' |     | Kitolano 6' 18' 57' Ebiye 87' |

| Lerøy Stadion, Skjervøy Nézőszám: 350 Játékvezető: Magnus Tjelle |

| 2022. június 22. 18:00 |

| Gjøvik-Lyn (3)                       | 3–2 (h. u.) | Strømsgodset (1)        |
| ------------------------------------ | ----------- | ----------------------- |
| Ravndal 54' Skogli 111' Østerud 120' |             | Stengel 34' Friday 106' |

| Gjøvik Stadion, Gjøvik Nézőszám: 1 250 Játékvezető: Jørgen Haugen |

| 2022. június 22. 18:30 |

| Tromsdalen (3)           | 2–0 | Alta (3) |
| ------------------------ | --- | -------- |
| Albertsen 16' Swaleh 36' |     |          |

| TUIL Arena, Tromsø Játékvezető: Abdulhadi Al-Fahad |

| 2022. június 22. 19:05 |

| Brumunddal (4)                   | 3–4 | Vålerenga (1)                       |
| -------------------------------- | --- | ----------------------------------- |
| Finstad 38' Osmo 44' Frankmo 82' |     | Udahl 46' Zuta 75' Dønnum 90' 90+1' |

| SH-Banen, Ringsaker Nézőszám: 1 601 Játékvezető: Anders Bodding |

| 2022. június 23. 18:00 |

| Kvik Halden (3) | 0–1 | Fredrikstad (2) |
| --------------- | --- | --------------- |
|                 |     | Åsheim 50'      |

| Halden Stadion, Halden Nézőszám: 1 370 Játékvezető: Eivind Bodding |

| 2022. június 23. 18:00 |

| Ullensaker/Kisa (3)    | 2–1 | Grorud (2)  |
| ---------------------- | --- | ----------- |
| Jenssen 12' Langås 84' |     | Osestad 17' |

| Jessheim Stadion, Ullensaker Nézőszám: 504 Játékvezető: Ali al Hatam |

| 2022. június 23. 18:00 |

| Ullern (3) | 0–2 | KFUM Oslo (2)                   |
| ---------- | --- | ------------------------------- |
|            |     | Hoseth 75' Rasch 79' (11-esből) |

| Ullern Kunstgress, Oslo Játékvezető: Johan Grundt |

| 2022. június 23. 18:00 |

| Egersund (3)  | 1–2 | Sandnes Ulf (2)                     |
| ------------- | --- | ----------------------------------- |
| Michalsen 55' |     | Halgunset 59' Berger 82' (11-esből) |

| Idrettsparken, Eigersund Nézőszám: 490 Játékvezető: Tore Hansen |

| 2022. június 23. 18:00 |

| Bjarg (4) | 1–4 | Sogndal (2)                                            |
| --------- | --- | ------------------------------------------------------ |
| Holst 20' |     | Kupen 24' Hoven 29' (11-esből) Blårud 50' Flataker 88' |

| Stavollen Kunstgress, Bergen Játékvezető: Sondre Brudvik |

| 2022. június 23. 18:00 |

| Nardo (4) | 0–1 | Ranheim (2) |
| --------- | --- | ----------- |
|           |     | Tønne 67'   |

| Nissekollen Kunstgress, Trondheim Játékvezető: Eskil Hellandsjø-Svedberg |

## Harmadik kör
| 2022. június 29. 18:00 |

| Byåsen (4) | 1–2 | Sandefjord (1)          |
| ---------- | --- | ----------------------- |
| Horten 62' |     | Halgunset 25' Ofkir 68' |

| Byåsen Arena, Trondheim Nézőszám: 344 Játékvezető: Marius Grøtta |

| 2022. június 29. 18:00 |

| Kjelsås (3)                              | 3–3 (h. u.) | Skeid (2)                           |
| ---------------------------------------- | ----------- | ----------------------------------- |
| Midtskogen 14' Willumsen 26' Hanstad 58' |             | Sa'Ad 18' Romsaas 84' Buduson 90+1' |
| Büntetőpárbaj                            |             |                                     |
|                                          | 3–4         |                                     |

| Grefsen Stadion, Oslo Nézőszám: 961 Játékvezető: Magnus Koløy |

| 2022. június 29. 18:00 |

| Moss (3) | 0–3 | Start (2)                             |
| -------- | --- | ------------------------------------- |
|          |     | Creswel 37' Strande 52' Tønnessen 60' |

| Melløs Stadion, Moss Nézőszám: 1 000 Játékvezető: Ajdin Medic |

| 2022. június 29. 18:00 |

| Sotra (3) | 0–1 | Haugesund (1) |
| --------- | --- | ------------- |
|           |     | Samuelsen 58' |

| Straume Stadion, Øygarden Nézőszám: 377 Játékvezető: Jan Morten Tennøy |

| 2022. június 29. 18:00 |

| Eidsvold Turn (3)     | 1–4 | Molde (1)                              |
| --------------------- | --- | -------------------------------------- |
| Nesset 40' (11-esből) |     | Linnes 28' Grødem 66' 90' Zekhnini 82' |

| Myhrer Stadion, Eidsvoll község Nézőszám: 622 Játékvezető: Marius Lien |

| 2022. június 29. 18:00 |

| Lillestrøm (1)    | 1–0 | Aalesund (1) |
| ----------------- | --- | ------------ |
| Friðjónsson 45+1' |     |              |

| Åråsen Stadion, Lillestrøm Nézőszám: 3 953 Játékvezető: Rohit Saggi |

| 2022. június 29. 18:00 |

| Gjøvik-Lyn (3) | 0–7 | Stabæk (2)                                                               |
| -------------- | --- | ------------------------------------------------------------------------ |
|                |     | Orban 12' 32' Geelmuyden 19' (11-esből) 61' Azemi 67' 89' Wernersson 86' |

| Gjøvik Stadion, Gjøvik Nézőszám: 1 350 Játékvezető: Daniel Higraff |

| 2022. június 29. 20:15 |

| Vålerenga (1) | 0–1 | Bodø/Glimt (1) |
| ------------- | --- | -------------- |
|               |     | Saltnes 90'    |

| Intility Arena, Oslo Nézőszám: 3 097 Játékvezető: Sivert Amland |

| 2022. június 30. 18:00 |

| KFUM Oslo (2) | 1–1 (h. u.) | Sogndal (2)   |
| ------------- | ----------- | ------------- |
| Svindland 72' |             | Ørjasæter 64' |
| Büntetőpárbaj |             |               |
|               | 4–5         |               |

| KFUM Arena, Oslo Nézőszám: 227 Játékvezető: Mohammad Aslam |

| 2022. június 30. 18:00 |

| Sandnes Ulf (2) | 0–2 | Rosenborg (1)           |
| --------------- | --- | ----------------------- |
|                 |     | Holse 26' Halgunset 59' |

| Øster Hus Arena, Sandnes Nézőszám: 2 427 Játékvezető: Kristoffer Hagenes |

| 2022. június 30. 18:00 |

| Ullensaker/Kisa (3) | 0–2 | Ranheim (2)            |
| ------------------- | --- | ---------------------- |
|                     |     | Mehnert 29' Erlien 51' |

| Jessheim Stadion, Ullensaker Nézőszám: 412 Játékvezető: Harald Sletner |

| 2022. június 30. 19:00 |

| Brann (2)                                                        | 6–0 | Fredrikstad (2) |
| ---------------------------------------------------------------- | --- | --------------- |
| Castro 10' (11-esből) 42' Myhre 47' 58' Heggebø 87' Wassberg 90' |     |                 |

| Brann Stadion, Bergen Nézőszám: 3 574 Játékvezető: Svein Sinnes |

| 2022. augusztus 10. 18:00 |

| Jerv (1)              | 2–3 (h. u.) | Odd (1)                             |
| --------------------- | ----------- | ----------------------------------- |
| Ugland 17' Diallo 62' |             | Ingebrigtsen 2' 45+1' Jevtović 110' |

| Levermyr Stadion, Grimstad Nézőszám: 1 522 Játékvezető: Tore Hansen |

| 2022. augusztus 17. 18:00 |

| HamKam (1)    | 0–0 (h. u.) | Tromsø (1) |
| ------------- | ----------- | ---------- |
|               |             |            |
| Büntetőpárbaj |             |            |
|               | 5–6         |            |

| Briskeby Stadion, Hamar Nézőszám: 1 294 Játékvezető: Ola Hobber Nilsen |

| 2022. szeptember 28. 18:00 |

| Tromsdalen (3) | 0–1 | Bryne (2)   |
| -------------- | --- | ----------- |
|                |     | Undheim 48' |

| TUIL Arena, Tromsø Nézőszám: 250 Játékvezető: Eivind Bodding |

| 2022. október 12. 18:00 |

| Viking (1)   | 1–0 (h. u.) | Kristiansund (1) |
| ------------ | ----------- | ---------------- |
| Brekalo 105' |             |                  |

| Viking Stadion, Stavanger Nézőszám: 3 546 Játékvezető: Steinar Hauge |

## Negyedik kör
| 2023. március 5. | Ranheim (2) | 0–4 | Bodø/Glimt (1)                                    | Trondheim                                                              |  |
| 17:00            |             |     | Pellegrino 37' Mvuka 48' Vetlesen 68' Sjøvold 85' | Stadion: EXTRA Arena Nézőszám: 1 625 Játékvezető: Marius Hansen Grøtta |  |

| 2023. március 12. | Brann (1)                   | 3–1 | Haugesund (1)   | Bergen                                                        |  |
| 13:00             | Finne 10' 71' Rasmussen 11' |     | Christensen 66' | Stadion: Åsane Arena Nézőszám: 3 033 Játékvezető: Espen Eskås |  |

| 2023. március 12. | Skeid (2)    | 1–3 | Molde (1)                              | Lillestrøm                                                       |  |
| 15:00             | Melchior 19' |     | Brynhildsen 20' Eriksen 64' Eikrem 80' | Stadion: LSK-Hallen Nézőszám: 732 Játékvezető: Svein Tore Sinnes |  |

| 2023. március 12. | Stabæk (1)                                           | 5–0 | Bryne (2) | Bærum                                                                |  |
| 15:00             | Høgh 33' 51' Andresen 48' Bakenga 79' Geelmuyden 83' |     |           | Stadion: AJ Arena Nézőszám: 689 Játékvezető: Sigurd Smehus Kringstad |  |

| 2023. március 12. | Sandefjord (1)                       | 4–1 | Odd (1)    | Mjøndalen                                                       |  |
| 17:00             | Tveter 4' Dunsby 10' 26' Al-Saed 24' |     | Wallem 81' | Stadion: Consto Arena Nézőszám: 397 Játékvezető: Daniel Higraff |  |

| 2023. március 12.                 | Start (2)    | 1–1 (h.u.) (büntetőkkel: 4–5)          | Tromsø (1) | Kristiansand                                         |  |
| 17:00                             | Pedersen 35' |                                        | Erlien 70' | Stadion: Sør Arena Játékvezető: Sivert Øksnes Amland |  |
|                                   |              | Büntetők                               |            |                                                      |  |
| Mares Ness Svela Sjøkvist Robstad |              | Erlien Opsahl Diouf Vesterlund Aarflot |            |                                                      |  |

| 2023. március 12. | Sogndal (2) | 1–2 | Lillestrøm (1)     | Sogndal                                                                 |  |
| 17:00             | Arrocha 31' |     | Adams 2' Olsen 71' | Stadion: Fosshaugane Campus Nézőszám: 1 409 Játékvezető: Kai Erik Steen |  |

| 2023. március 12. | Viking (1)                | 2–0 | Rosenborg (1) | Stavanger                                                        |  |
| 20:15             | Svendsen 64' Salvesen 67' |     |               | Stadion: Viking Stadion Nézőszám: 5 433 Játékvezető: Rohit Saggi |  |

## Negyeddöntő
| 2023. március 18. | Stabæk (1) | 1–1 (h.u.) (büntetőkkel: 9–8) | Molde (1)              | Bærum                                                    |  |
| 13:30             | Høgh 84'   |                               | Berisha 30' (11-esből) | Stadion: AJ Arena Nézőszám: 900 Játékvezető: Tore Hansen |  |

| 2023. március 18. | Bodø/Glimt (1)                                   | 5–3 | Viking (1)                            | Bodø                                                     |  |
| 16:15             | Espejord 52' 81' Žugelj 70' 75' Pellegrino 90+1' |     | Tripić 31' Stensness 45' Salvesen 59' | Stadion: Aspmyra Stadion Játékvezető: Kristoffer Hagenes |  |

| 2023. március 19. | Tromsø (1)                | 2–3 (h.u.) | Lillestrøm (1)                  | Tromsø                                                                  |  |
| 17:00             | Opsahl 32' Mikaelsson 60' |            | Olsen 48' Åsen 71' Jenssen 111' | Stadion: Alfheim Stadion Nézőszám: 2 331 Játékvezető: Ola Hobber Nilsen |  |

| 2023. március 19. | Brann (1)                         | 3–0 | Sandefjord (1) | Bergen                                                             |  |
| 20:00             | Myhre 21' Wolfe 25' Rasmussen 37' |     |                | Stadion: Åsane Arena Nézőszám: 2 243 Játékvezető: Tom Harald Hagen |  |

## Elődöntő
| 2023. április 26. | Stabæk (1) | 0–2 | Brann (1)             | Bærum                                                              |  |
| 18:00             |            |     | Heggebø 20' Finne 59' | Stadion: Nadderud Stadion Nézőszám: 4 560 Játékvezető: Rohit Saggi |  |

| 2023. április 26. | Lillestrøm (1) | 1–0 | Bodø/Glimt (1) | Lillestrøm                                                       |  |
| 20:15             | Olsen 45'      |     |                | Stadion: Åråsen Stadion Nézőszám: 6 200 Játékvezető: Espen Eskås |  |

## Döntő
A döntő 2023. május 20-án, az osloi Ullevaal Stadionban került megrendezésre.
| 2023. május 20. 16:00 |

| Brann (1)              | 2–0 | Lillestrøm (1) |
| ---------------------- | --- | -------------- |
| Blomberg 16' Finne 62' |     |                |

| Ullevaal Stadion, Oslo Nézőszám: 25 532 Játékvezető: Tore Hansen (Feda) |